# Monkberry Moon Delight
Monkberry Moon Delight è una canzone scritta ed interpretata da Paul e Linda McCartney, pubblicata sul loro album Ram del 1971; una versione strumentale è stata inclusa sull'album Thrillington.

## Il brano
Il testo è ispirato dai giochi di parole dei suoi bambini. Infatti, monk, nel loro linguaggio, significava "latte" e monkberry moon delight era come indicavano una bevanda di fantasia; Paul McCartney, coautore del brano, ha quindi detto che il titolo significava un fantasioso milk-shake. Un'altra fonte d'ispirazione è stata la canzone Love Potion No. 9. Il testo è basato più sul suono delle parole che sul loro significato, per cui il testo parla di una persona che compra da un Rom la pozione monkberry moon delight, che fa innamorare il primo di tutto ciò che vede. Le liriche, come anche a Glass Onion dei Beatles, sono una sorta di sfida ai fan di trovare il loro significato. La performance vocale di McCartney è simile a quelle di Long Tall Sally e Oh! Darling.
Nel 2001 la canzone è stata una delle due di Ram (l'altra è Heart of the Country) ad apparire sul libro Blackbird Singing, comprendente poesie e testi composti da McCartney. In quell'occasione, Paul affermò che è stata inclusa nel suo libro di poesie perché gli piaceva molto.

## Formazione
- Paul McCartney: voce, pianoforte, basso elettrico
- Linda McCartney: cori
- Dave Spinoza: chitarra
- Hugh McCracken: chitarra
- Denny Seiwell: batteria[1]

## Cover
- Screamin' Jay Hawkins ha realizzato una cover del brano nel 1979 per il suo album Screamin' the Blues; la sua versione è stata utilizzata da McCartney come brano presente prima dei suoi concerti del 1993[1]
- Little Tony ha pubblicato una cover in italiano dal titolo Civetta poco dopo l'uscita dell'originale.
- Exuma ha realizzato una cover del brano nel 1972 per il suo album Reincarnation